# 23e cérémonie des Screen Actors Guild Awards
La 23e cérémonie des Screen Actors Guild Awards (SAG Awards), décernés par la Screen Actors Guild a eu lieu le 29 janvier 2017, et a récompensé les acteurs et actrices du cinéma et de la télévision ayant tourné l'année précédente.
Les nominations ont été annoncées le 14 décembre 2016.

## Palmarès

### Cinéma

#### Meilleur acteur
- Denzel Washington pour le rôle de Troy Maxson dans Fences
  - Casey Affleck pour le rôle de Lee Chandler dans Manchester by the Sea
  - Andrew Garfield pour le rôle de Desmond Doss dans Tu ne tueras point (Hacksaw Ridge)
  - Ryan Gosling pour le rôle de Sebastian dans La La Land
  - Viggo Mortensen pour le rôle de Ben dans Captain Fantastic

#### Meilleure actrice
- Emma Stone pour le rôle de Mia dans La La Land
  - Amy Adams pour le rôle de Louise Banks dans Premier Contact (Arrival)
  - Emily Blunt pour le rôle de Rachel Watson dans La Fille du train (The Girl on the Train)
  - Natalie Portman pour le rôle de Jacqueline Kennedy dans Jackie
  - Meryl Streep pour le rôle de Florence Foster Jenkins dans Florence Foster Jenkins

#### Meilleur acteur dans un second rôle
- Mahershala Ali pour le rôle de Juan dans Moonlight
  - Jeff Bridges pour le rôle de Marcus Hamilton dans Comancheria (Hell or High Water)
  - Hugh Grant pour le rôle de St. Clair Bayfield dans Florence Foster Jenkins
  - Lucas Hedges pour le rôle de Patrick Chandler dans Manchester by the Sea
  - Dev Patel pour le rôle de Saroo Brierley dans Lion

#### Meilleure actrice dans un second rôle
- Viola Davis pour le rôle de Rose Maxson dans Fences
  - Naomie Harris pour le rôle de Paula dans Moonlight
  - Nicole Kidman pour le rôle de Sue Brierley dans Lion
  - Octavia Spencer pour le rôle de Dorothy Vaughan dans Les Figures de l'ombre (Hidden Figures)
  - Michelle Williams pour le rôle de Randi dans Manchester by the Sea

#### Meilleure distribution
- Les Figures de l'ombre (Hidden Figures)
  - Captain Fantastic
  - Fences
  - Manchester by the Sea
  - Moonlight

#### Meilleure équipe de cascadeurs
- Tu ne tueras point (Hacksaw Ridge)
  - Captain America: Civil War
  - Doctor Strange
  - Jason Bourne
  - Nocturnal Animals

### Télévision

#### Meilleur acteur dans une série dramatique
- John Lithgow pour le rôle de Winston Churchill dans The Crown
  - Sterling K. Brown pour le rôle de Randall Pearson dans This Is Us
  - Peter Dinklage pour le rôle de Tyrion Lannister dans Game of Thrones
  - Rami Malek pour le rôle d'Elliot Alderson dans Mr. Robot
  - Kevin Spacey pour le rôle de Frank Underwood dans House of Cards

#### Meilleure actrice dans une série dramatique
- Claire Foy pour le rôle d'Élisabeth II dans The Crown
  - Millie Bobby Brown pour le rôle de Jane Ives dans Stranger Things
  - Thandie Newton pour le rôle de Maeve Millay dans Westworld
  - Winona Ryder pour le rôle de Joyce Byers dans Stranger Things
  - Robin Wright pour le rôle de Claire Underwood dans House of Cards

#### Meilleure distribution pour une série dramatique
- Stranger Things
  - The Crown
  - Downton Abbey
  - Game of Thrones
  - Westworld

#### Meilleur acteur dans une série comique
- William H. Macy pour le rôle de Frank Gallagher dans Shameless
  - Anthony Anderson pour le rôle de Andre Johnson Sr. dans Black-ish
  - Tituss Burgess pour le rôle de Titus Andromedon dans Unbreakable Kimmy Schmidt
  - Ty Burrell pour le rôle de Phil Dunphy dans Modern Family
  - Jeffrey Tambor pour le rôle de Maura Pfefferman dans Transparent

#### Meilleure actrice dans une série comique
- Julia Louis-Dreyfus pour le rôle de Selina Meyer dans Veep
  - Uzo Aduba pour le rôle de Suzanne "Crazy Eyes" Warren dans Orange Is the New Black
  - Jane Fonda pour le rôle de Grace Hanson dans Grace et Frankie
  - Ellie Kemper pour le rôle de Kimmy Schmidt dans Unbreakable Kimmy Schmidt
  - Lily Tomlin pour le rôle de Frankie Bergstein dans Grace et Frankie

#### Meilleure distribution pour une série comique
- Orange Is the New Black
  - The Big Bang Theory
  - Black-ish
  - Modern Family
  - Veep

#### Meilleur acteur dans une mini-série ou un téléfilm
- Bryan Cranston pour le rôle de Lyndon B. Johnson dans All the Way
  - Riz Ahmed pour le rôle de Nasir Khan dans The Night Of
  - Sterling K. Brown pour le rôle de Christopher Darden dans The People v. O. J. Simpson: American Crime Story
  - John Turturro pour le rôle de John Stone dans The Night Of
  - Courtney B. Vance pour le rôle de Johnnie Cochran Jr dans The People v. O. J. Simpson: American Crime Story

#### Meilleure actrice dans une mini-série ou un téléfilm
- Sarah Paulson pour le rôle de Marcia Clark dans The People v. O. J. Simpson: American Crime Story
  - Bryce Dallas Howard pour le rôle de Lacie Pound dans Black Mirror
  - Felicity Huffman pour le rôle de Leslie Graham dans American Crime
  - Audra McDonald pour le rôle de Billie Holiday dans Lady Day at Emerson's Bar and Grill
  - Kerry Washington pour le rôle d'Anita Hill dans Confirmation

#### Meilleure équipe de cascadeurs dans une série télévisée
- Game of Thrones
  - Daredevil
  - Luke Cage
  - The Walking Dead
  - Westworld

### Screen Actors Guild Life Achievement Award
- Lily Tomlin